# Raoul Bonnel
Raoul Bonnel (Lyon, 2 december 1918 - Oostende, 10 februari 1995) was een Belgisch volksvertegenwoordiger.

## Levensloop
Bonnel was beheerder van vennootschappen.
Hij was van 1959 tot 1988 gemeenteraadslid van Oostende en was van 1983 tot 1988 schepen van deze stad, bevoegd voor financiën, water-, gas- en elektriciteitsvoorziening en onderwijs.
Van 1972 tot 1985 zetelde Bonnel voor de PVV in de Kamer van volksvertegenwoordigers voor het arrondissement Veurne-Diksmuide-Oostende. Hij was secretaris van de Kamer. In de periode februari 1972-oktober 1980 zetelde hij als gevolg van het toen bestaande dubbelmandaat ook in de Cultuurraad voor de Nederlandse Cultuurgemeenschap, die op 7 december 1971 werd geïnstalleerd. Vanaf 21 oktober 1980 tot oktober 1985 was hij lid van de Vlaamse Raad, de opvolger van de Cultuurraad en de voorloper van het huidige Vlaams Parlement.
Hij was ook van 1976 tot 1985 ondervoorzitter van de Raad van Europa en ondervoorzitter van de West-Europese Unie.